# Puchar Polski (województwo świętokrzyskie) w piłce nożnej mężczyzn (2024/2025)
W sezonie 2024/2025 Puchar Polski na szczeblu regionalnym w województwie świętokrzyskim składał się z 8 rund, które miały na celu wyłonienie zdobywcy Regionalnego Pucharu Polski w województwie świętokrzyskim i uczestnictwo na szczeblu centralnym Pucharu Polski w sezonie 2025/2026. Tytułu bronił Star Starachowice, który przegrał w finale z nowym zwycięzcą – Koroną II Kielce.

## Uczestnicy
| III liga                                                                                                 | IV liga | Klasa Okręgowa | Klasa A | Klasa B | drużyny nieligowe                                                                  |
| --- | --- | --- | --- | --- | ---------------------------------------------------------------------------------- |
| - KSZO 1929 Ostrowiec Świętokrzyski - Czarni Połaniec - ŁKS Łagów - Star Starachowice - Korona II Kielce | - Hetman Włoszczowa - Orlęta Kielce - Wierna Małogoszcz - Łysica Bodzentyn - Granat Skarżysko-Kamienna - Spartakus Daleszyce - Klimontowianka Klimontów - AKS 1947 Busko-Zdrój - GKS Rudki - GKS Nowiny - Pogoń 1945 Staszów - Alit Ożarów - Arka Pawłów - Moravia Morawica - Neptun Końskie - Naprzód Jędrzejów - ŁKS Łagów - Sparta Kazimierza Wielka | - Wicher Miedziana Góra - Victoria Skalbmierz - Świt Ćmielów - Sparta Dwikozy - Kamienna Brody - Nida Pińczów - Piaskowianka Piaski - GKS Górno - Orlicz Suchedniów - Partyzant Wodzisław - Partyzant Radoszyce - Wisła Sandomierz - Stal Kunów - Astra Piekoszów - Piast Stopnica - Star II Starachowice | - Moravia II Morawica - Sokół Rykoszyn - Wisła Nowy Korczyn - LZS Samborzec - Radiators Stąporków - LKS Bolmin - GKS Łoniów - GOKiS Masłów - Baszta Rytwiany - GKS Świniary - Nida Oksa - OKS Opatów - Polonia Białogon - Eska Dziki Skarżysko-Kamienna - Nida Sobków - Nidzica Dobiesławice - Gród Ćmińsk - KKP Korona Kielce - GKS Fałków - Victoria Mniów - Sokół Rykoszyn - Nidzianka Bieliny - Zryw Skroniów - Jawornik Gorzków - KSZO 1929 II Ostrowiec Świętokrzyski - UKS Baćkowice - Koprzywianka Koprzywnica - GKS Iwaniska | - Samson Samsonów - Start Słupia Jędrzejowska - MGTS Działoszyce - Naprzód II Jędrzejów - Tęcza Gowarczów - Polanie Pierzchnica - Vitalpol Solec Zdrój - Zryw Łopuszno - Skała Tumlin - Granat II Skarżysko-Kamienna - Dąb Nagłowice - GKS Imielno - Deko Włoszczowa - Piast II Stopnica - GTS Raków - Instal Michałów - Dolomit Bogoria - Marol Jacentów - Ester Wojciechowice - Polesie Wiązownica | - Oldboys KSZO Ostrowiec Świętokrzyski - Korona III Kielce - Pogoń 1945 II Staszów |

## I runda
Mecze I rundy zostały rozegrane w dniach 10-12, 14, 15, 17 i 21 sierpnia 2024 roku. Gród Ćmińsk uzyskał wolny los.
| 10 sierpnia 2024 | Eska Dziki Skarżysko-Kamienna | 0:2 | Korona III Kielce |  |
| 17:00            |                               |     |                   |  |

| 10 sierpnia 2024 | Deko Włoszczowa | 1:1 k. 3:0 | Victoria Mniów |  |
| 17:00            |                 |            |                |  |

| 11 sierpnia 2024 | Granat II Skarżysko-Kamienna | 1:7 | KKP Korona Kielce |  |
| 10:00            |                              |     |                   |  |

| 11 sierpnia 2024 | Vitalpol Solec Zdrój | 0:7 | Moravia II Morawica |  |
| 10:00            |                      |     |                     |  |

| 11 sierpnia 2024 | Hubal Linów | 0:5 | LZS Samborzec |  |
| 10:00            |             |     |               |  |

| 11 sierpnia 2024 | Naprzód II Jędrzejów | 1:7 | GOKiS Masłów |  |
| 11:00            |                      |     |              |  |

| 11 sierpnia 2024 | GTS Raków | 2:1 | Baszta Rytwiany |  |
| 11:00            |           |     |                 |  |

| 11 sierpnia 2024 | Zryw Łopuszno | 1:1 k. 5:4 | Polonia Białogon |  |
| 15:00            |               |            |                  |  |

| 11 sierpnia 2024 | Nida Oksa | 2:2 k. 6:5 | Sokół Rykoszyn |  |
| 16:00            |           |            |                |  |

| 11 sierpnia 2024 | Samson Samsonów | 0:2 | Nidzianka Bieliny |  |
| 16:00            |                 |     |                   |  |

| 11 sierpnia 2024 | Tęcza Gowarczów | 0:8 | GKS Fałków |  |
| 16:00            |                 |     |            |  |

| 11 sierpnia 2024 | Skała Tumlin | 3:3 k. 3:1 | Radiators Stąporków |  |
| 16:00            |              |            |                     |  |

| 11 sierpnia 2024 | Polesie Wiązownica | 0:3 | UKS Baćkowice |  |
| 16:00            |                    |     |               |  |

| 11 sierpnia 2024 | Instal Michałów | 0:6 | OKS Opatów |  |
| 16:00            |                 |     |            |  |

| 11 sierpnia 2024 | Dolomit Bogoria | 3:2 | Koprzywianka Koprzywnica |  |
| 16:00            |                 |     |                          |  |

| 12 sierpnia 2024 | Pogoń 1945 II Staszów | 6:5 | GKS Łoniów |  |
| 17:30            |                       |     |            |  |

| 14 sierpnia 2024 | Ester Wojciechowice | 1:5 | KSZO 1929 II Ostrowiec Świętokrzyski |  |
| 17:00            |                     |     |                                      |  |

| 15 sierpnia 2024 | Polanie Pierzchnica | 0:1 | Wisła Nowy Korczyn |  |
| 11:00            |                     |     |                    |  |

| 15 sierpnia 2024 | Oldboys KSZO Ostrowiec Świętokrzyski | 1:1 k. 4:2 | GKS Iwaniska |  |
| 11:00            |                                      |            |              |  |

| 15 sierpnia 2024 | Marol Jacentów | 3:0 (wo.) | GKS Świniary |  |
| 13:00            |                |           |              |  |

| 15 sierpnia 2024 | Piast II Stopnica | 2:4 | Jawornik Gorzków |  |
| 16:00            |                   |     |                  |  |

| 15 sierpnia 2024 | Start Słupia Jędrzejowska | 3:1 | LKS Bolmin |  |
| 16:00            |                           |     |            |  |

| 17 sierpnia 2024 | GKS Imielno | 2:0 | Nidzica Dobiesławice |  |
| 16:00            |             |     |                      |  |

| 17 sierpnia 2024 | MGTS Działoszyce | 2:0 | Nida Sobków |  |
| 16:00            |                  |     |             |  |

| 21 sierpnia 2024 | Dąb Nagłowice | 2:7 | Zryw Skroniów |  |
| 18:00            |               |     |               |  |

## II runda
Mecze II rundy rozgrywane były w dniach 27 i 28 sierpnia oraz 3 i 4 września 2024 roku.
| 27 sierpnia 2024 | Oldboys KSZO Ostrowiec Świętokrzyski | 2:2 k. 4:5 | Sparta Dwikozy |  |
| 17:00            |                                      |            |                |  |

| 27 sierpnia 2024 | Dolomit Bogoria | 1:8 | GKS Górno |  |
| 17:15            |                 |     |           |  |

| 28 sierpnia 2024 | Orlicz Suchedniów | 4:0 | Korona III Kielce |  |
| 17:00            |                   |     |                   |  |

| 28 sierpnia 2024 | Wisła Nowy Korczyn | 2:7 | Victoria Skalbmierz |  |
| 17:00            |                    |     |                     |  |

| 28 sierpnia 2024 | GKS Fałków | 4:2 | Partyzant Radoszyce |  |
| 17:00            |            |     |                     |  |

| 28 sierpnia 2024 | Skała Tumlin | 2:6 | Astra Piekoszów |  |
| 17:00            |              |     |                 |  |

| 28 sierpnia 2024 | Zryw Łopuszno | 3:3 k. 4:5 | Gród Ćmińsk |  |
| 17:00            |               |            |             |  |

| 28 sierpnia 2024 | GKS Imielno | 4:1 | Partyzant Wodzisław |  |
| 17:00            |             |     |                     |  |

| 28 sierpnia 2024 | Moravia II Morawica | 3:3 k. 4:5 | Piast Stopnica |  |
| 17:00            |                     |            |                |  |

| 28 sierpnia 2024 | GOKiS Masłów | 2:8 | Wicher Miedziana Góra |  |
| 17:00            |              |     |                       |  |

| 28 sierpnia 2024 | Start Słupia Jędrzejowska | 2:2 k. 3:4 | Nida Pińczów |  |
| 17:00            |                           |            |              |  |

| 28 sierpnia 2024 | Zryw Skroniów | 1:7 | Piaskowianka Piaski |  |
| 17:00            |               |     |                     |  |

| 28 sierpnia 2024 | LZS Samborzec | 3:0 | Wisła Sandomierz |  |
| 17:00            |               |     |                  |  |

| 28 sierpnia 2024 | UKS Baćkowice | 6:3 | Stal Kunów |  |
| 17:00            |               |     |            |  |

| 28 sierpnia 2024 | Marol Jacentów | 0:2 | Świt Ćmielów |  |
| 17:00            |                |     |              |  |

| 28 sierpnia 2024 | GTS Raków | 0:4 | KKP Korona Kielce |  |
| 17:00            |           |     |                   |  |

| 28 sierpnia 2024 | Star II Starachowice | 3:0 (wo.) | Nidzianka Bieliny |  |
| 17:00            |                      |           |                   |  |

| 3 września 2024 | Pogoń 1945 II Staszów | 4:1 | OKS Opatów |  |
| 17:15           |                       |     |            |  |

| 4 września 2024 | Deko Włoszczowa | 5:4 | Nida Oksa |  |
| 16:45           |                 |     |           |  |

| 4 września 2024 | MGTS Działoszyce | 1:4 | Jawornik Gorzków |  |
| 16:45           |                  |     |                  |  |

| 4 września 2024 | KSZO 1929 II Ostrowiec Świętokrzyski | 2:2 k. 4:5 | Kamienna Brody |  |
| 16:45           |                                      |            |                |  |

## III runda
Mecze III rundy zostały rozegrane 11 i 18 września 2024 roku.
| 11 września 2024 | GKS Fałków | 4:3 | Wicher Miedziana Góra |  |
| 16:30            |            |     |                       |  |

| 11 września 2024 | GKS Imielno | 3:0 (wo.) | Piast Stopnica |  |
| 16:30            |             |           |                |  |

| 11 września 2024 | Deko Włoszczowa | 1:7 | Piaskowianka Piaski |  |
| 16:30            |                 |     |                     |  |

| 11 września 2024 | Jawornik Gorzków | 0:2 | Nida Pińczów |  |
| 16:30            |                  |     |              |  |

| 11 września 2024 | UKS Baćkowice | 0:4 | Star II Starachowice |  |
| 16:30            |               |     |                      |  |

| 11 września 2024 | Kamienna Brody | 0:3 (wo.) | Góral Górno |  |
| 16:30            |                |           |             |  |

| 18 września 2024 | Gród Ćmińsk | 4:7 | Astra Piekoszów |  |
| 16:30            |             |     |                 |  |

| 18 września 2024 | Victoria Skalbmierz | 0:0 k. 2:0    | Sparta Kazimierza Wielka |  |
| 16:30            |                     | (0:0, k. 2:0) |                          |  |

| 18 września 2024 | Orlicz Suchedniów | 3:0 | KKP Korona Kielce |  |
| 16:30            |                   |     |                   |  |

| 18 września 2024 | LZS Samborzec | 3:2 | Sparta Dwikozy |  |
| 16:30            |               |     |                |  |

| 18 września 2024 | Pogoń 1945 II Staszów | 3:3 k. 2:3 | Świt Ćmielów |  |
| 16:30            |                       |            |              |  |

## IV runda
Mecze IV rundy zostały rozegrane 2, 9 i 16 października 2024 roku.
| 2 października 2024 | Astra Piekoszów | 1:3 | GKS Nowiny |  |
| 15:30               |                 |     |            |  |

| 2 października 2024 | Victoria Skalbmierz | 1:2 | Moravia Morawica |  |
| 15:30               |                     |     |                  |  |

| 2 października 2024 | GKS Imielno | 0:4 | AKS 1947 Busko-Zdrój |  |
| 15:30               |             |     |                      |  |

| 2 października 2024 | Piaskowianka Piaski | 1:1 k. 5:4 | Naprzód Jędrzejów |  |
| 15:30               |                     |            |                   |  |

| 2 października 2024 | Nida Pińczów | 2:3 | ŁKS Łagów |  |
| 15:30               |              |     |           |  |

| 2 października 2024 | Star II Starachowice | 2:5 | Arka Pawłów |  |
| 15:30               |                      |     |             |  |

| 2 października 2024 | GKS Górno | 0:6 (wo.) | Granat Skarżysko-Kamienna |  |
| 15:30               |           |           |                           |  |

| 2 października 2024 | GKS Rudki | 0:3 (wo.) | Star Starachowice |  |
| 15:30               |           |           |                   |  |

| 2 października 2024 | Hetman Włoszczowa | 4:1 | Wierna Małogoszcz |  |
| 15:30               |                   |     |                   |  |

| 2 października 2024 | Pogoń 1945 Staszów | 2:4 | Czarni Połaniec |  |
| 15:30               |                    |     |                 |  |

| 2 października 2024 | Klimontowianka Klimontów | 1:1 k. 5:4 | KSZO 1929 Ostrowiec Świętokrzyski |  |
| 15:30               |                          |            |                                   |  |

| 2 października 2024 | LZS Samborzec | 0:8 | Alit Ożarów |  |
| 15:45               |               |     |             |  |

| 9 października 2024 | GKS Fałków | 2:3 | Neptun Końskie |  |
| 15:15               |            |     |                |  |

| 9 października 2024 | Orlicz Suchedniów | 2:2 k. 1:3 | Łysica Bodzentyn |  |
| 15:15               |                   |            |                  |  |

| 16 października 2024 | Orlęta Kielce | 0:3 | Korona II Kielce |  |
| 15:00                |               |     |                  |  |

|  | Świt Ćmielów | 0:3 (wo.) | Spartakus Daleszyce |  |
|  |              |           |                     |  |

## 1/8 finału
Pary 1/8 finału, podobnie jak kolejnych rund, zostały rozlosowane 27 lutego 2025 roku. Mecze rozegrane zostały 2 kwietnia tegoż roku.
| 2 kwietnia 2025 | Piaskowianka Piaski | 2:2 k. 4:2 | Hetman Włoszczowa |  |
| 16:15           |                     |            |                   |  |

| 2 kwietnia 2025 | Spartakus Daleszyce | 0:3 | Star Starachowice |  |
| 16:15           |                     |     |                   |  |

| 2 kwietnia 2025 | Moravia Morawica | 1:1 k. 3:5 | Neptun Końskie |  |
| 16:15           |                  |            |                |  |

| 2 kwietnia 2025 | Klimontowianka Klimontów | 0:0 k. 4:2 | GKS Nowiny |  |
| 16:15           |                          |            |            |  |

| 2 kwietnia 2025 | Łysica Bodzentyn | 1:1 k. 4:3 | AKS 1947 Busko-Zdrój |  |
| 16:15           |                  |            |                      |  |

| 2 kwietnia 2025 | Granat Skarżysko-Kamienna | 0:1 | Czarni Połaniec |  |
| 16:15           |                           |     |                 |  |

| 2 kwietnia 2025 | Alit Ożarów | 1:2 | Korona II Kielce |  |
| 16:15           |             |     |                  |  |

| 2 kwietnia 2025 | Arka Pawłów | 4:1 | ŁKS Łagów |  |
| 19:00           |             |     |           |  |

## 1/4 finału
Pary 1/4 finału zostały rozlosowane 27 lutego 2025 roku. Mecze rozegrane zostały 16, 22 i 23 kwietnia tegoż roku.
| 16 kwietnia 2025 | Łysica Bodzentyn | 0:1 | Czarni Połaniec |  |
| 16:45            |                  |     |                 |  |

| 16 kwietnia 2025 | Neptun Końskie | 5:1 | Klimontowianka Klimontów |  |
| 17:00            |                |     |                          |  |

| 22 kwietnia 2025 | Arka Pawłów | 0:3 | Korona II Kielce |  |
| 19:45            |             |     |                  |  |

| 23 kwietnia 2025 | Piaskowianka Piaski | 1:6 | Star Starachowice |  |
| 17:00            |                     |     |                   |  |

## 1/2 finału
Pary 1/4 finału zostały rozlosowane 27 lutego 2025 roku. Mecze rozegrane zostały 13 i 14 maja tegoż roku.
| 13 maja 2025 | Czarni Połaniec | 2:3 | Korona II Kielce |  |
| 17:15        |                 |     |                  |  |

| 14 maja 2025 | Star Starachowice | 6:1 | Neptun Końskie |  |
| 17:15        |                   |     |                |  |

## Finał
Mecz finałowy odbył się 14 czerwca 2025 roku na Exbud Arenie. W nim Korona II Kielce pokonała Star Starachowice zdobywając Regionalny Puchar Polski i uzyskując prawo do gry na szczeblu centralnym Pucharu Polski w sezonie 2025/2026.
| 14 czerwca 2025 | Star Starachowice | 0:4   | Korona II Kielce |             |
| 17:00           |                   | (0:2) |                  | Exbud Arena |